# 四人麻将
《四人麻将》是Hudson Soft开发，任天堂于1984年在日本红白机发行的电子麻将游戏。游戏是任天堂的第二款麻将游戏。游戏采用日本麻将规则，玩家和三名电脑玩家对战。游戏在日本售出145万。

## 外部連結
- 红白机40周年纪念活动网站上的《四人麻将 （页面存档备份，存于）》（日語）